# Prosopocera escalerai
Prosopocera escalerai là một loài bọ cánh cứng trong họ Cerambycidae.